# Hilary i Jackie
Hilary i Jackie (títol original en anglès: Hilary and Jackie) és una pel·lícula anglesa del 1998 dirigida per Anand Tucker i escrita per Martin Walsh, que es basà en l'estremidora biografia de la violoncel·lista Jacqueline du Pré. Protagonitzada per Emily Watson i Rachel Griffiths aquesta història ens mostra el drama de la vida de les dues germanes du Pré, guiades per llurs pares a formar llur talent musical, no van saber guiar-les, tanmateix, per construir personalitats harmonioses i lliurar-les de la gelosia entre germanes. L'educació rebuda les instal·la en un clima de competitivitat, que marca la seva relació fins a l'edat adulta.
La pel·lícula, igual que el llibre, va aixecar controvèrsia i va rebre crítiques acusant-la de distorsionar detalls de la vida de Jacqueline. Diversos amics personals de la violoncel·lista van condemnar públicament el film, i Hilary du Pré va defensar la seva versió de la història.
Arran de la seva gran actuació, ambdues actrius van ser reconegudes amb la nominació a l'Oscar per llurs respectives interpretacions. Emily Watson es compenetrà tant amb el seu paper que arribà a tocar el violoncel fins a 9 hores diàries per perfeccionar-se en l'instrument.
La pel·lícula ha estat doblada al català.

## Argument
Jackie (Emily Watson), la germana petita, és una famosa violoncel·lista que recorre el món fent concerts. En canvi la germana gran, Hilary (Rachel Griffiths), que és flautista, en casar-se escull una vida retirada al camp, amb un matrimoni feliç i dues filles. Jackie coneix Daniel Barenboim amb qui es casa i amb qui comparteix una vida de concerts i èxits fins que una malaltia, esclerosi múltiple, comença a afectar-la com a violoncel·lista i també en la seva personalitat.
Abandona el seu espòs i es refugia una temporada a casa de la seva germana on hi té una relació sentimental amb el seu cunyat, Christopher Finzi. Després els deixa, en desembocar aquesta relació en una situació insostenible. El seu marit, Daniel Baremboin, té cura d'ella en la seva malaltia, però acaba formant una altra família en secret.
Mor finalment, després de patir un deteriorament progressiu a conseqüència de la malaltia.
La pel·lícula es basa en la història de les seves vides escrita per Hilary.

## Repartiment
- Rachel Griffiths: Hilary du Pré
- Emily Watson: Jacqueline du Pré
- James Frain: Daniel Barenboim
- David Morrissey: Christopher Finzi
- Charles Dance: Derek du Pré
- Celia Imrie: Iris du Pré
- Rupert Penry-Jones: Piers du Pré
- Bill Paterson: William Pleeth
- Nyree Dawn Porter: Margot Fonteyn
- Vernon Dobtcheff: Professor Bentley
- Helen Rowe: Instrumentista
- Keeley Flanders: Hilary jove
- Auriol Evans: Jackie jove